# Shīsā

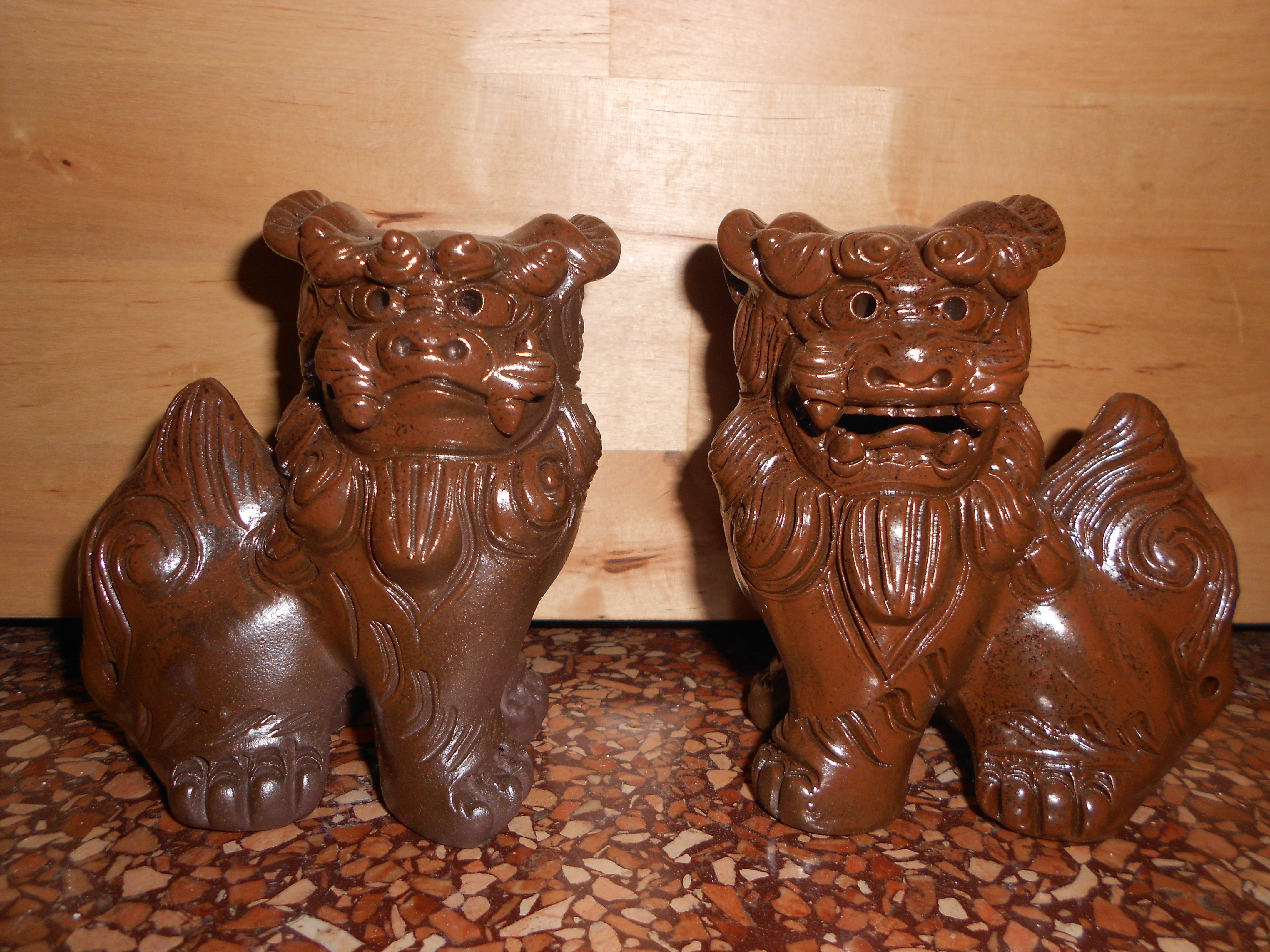
Coppia di Shīsā.

I Shīsā (シーサー?) sono delle statue decorative tipiche dell'isola di Okinawa e delle isole limitrofe che rappresentano delle creature leonine con tratti canini. Derivebbero dai leoni guardiani cinesi, gli "Shi", la cui immagine e tradizione sarebbe stata importata dalla Cina nel XIV secolo per decorare i templi ed i grandi palazzi.
A partire dal XIX secolo queste decorazioni si diffusero anche tra il resto della popolazione, che le pongono sui tetti o presso gli ingressi delle abitazioni per allontanare gli spiriti maligni oppure direttamente all'interno della casa. Solitamente sono accoppiati: il maschio, con la testa rivolta a destra, è rappresentato con la bocca chiusa in maniera che possa tenere lontano il male. La femmina, con la testa rivolta a sinistra, è invece rappresentata a bocca aperta, nell'atto di diffondere la bontà.
Le statuette sono spesso realizzate con la tecnica Yachimun.

## Leggenda
Una leggenda riguardante i Shīsā narra che una di queste statuette, donata ad un giovane di Naha da un notabile locale, prese vita e difese il porto del villaggio da un drago emerso dal mare.
Una variante della storia afferma che la statuetta fosse del re delle Ryūkyū e che avrebbe difeso il villaggio di Madanbashi da un drago facendo precipitare con un ruggito addosso all'aggressore una grande roccia dal cielo, che avrebbe poi dato origine ad un'isola.